# Nu couché
Nu couché (tytuł fr.; pol. Akt leżący)  – obraz olejny namalowany przez włoskiego malarza Amedeo Modiglianiego w 1917 roku. 9 listopada 2015 roku sprzedany na aukcji w salonie Christie’s w Nowym Jorku za 170 milionów 405 tysięcy dolarów chińskiemu miliarderowi i kolekcjonerowi sztuki Liu Yiqian.

## Historia
W latach 1916–1917 Modigliani namalował około 30 aktów. Modelki pozujące mu do aktów opłacał poznany w 1916 roku polski poeta i marszand Leopold Zborowski. Wspierał on Modiglianiego w ostatnich latach jego życia. Razem z żoną Anną przyjął go pod swój dach, wypłacał mu dniówkę, opłacał materiały malarskie i pozwalał pracować w swoim mieszkaniu.
Modigliani namalował wiele kobiet w ciągu swojej kariery. Były to przyjaciółki, partnerki, żony przyjaciół, znajome z barów, kochanki i wielbicielki. Miały one imiona: Louise, Jeanne, Lolotte, Margherita, Elvire, Renée. Były też i modelki anonimowe, jak w przypadku Nu couché. Nu couché artysta malował począwszy od zimy 1917 roku, w okresie intensywnego przypływu sił twórczych. Jego płótno było, pod każdym względem, rezultatem kilku godzin intensywnej, gorączkowej pracy, wykonanej, według słów malarza Tsuguharu Fujity „orgazmicznie” w małym, skąpo umeblowanym pokoju, w którym była tylko modelka, dwa krzesła, kanapa i butelka brandy. Obraz jest jednym z największych, niekwestionowanych dokonań Modiglianiego w jego niezwykłym życiu zubożałego emigranta w ubogiej dzielnicy Paryża i w jego krótkiej, choć genialnej karierze artystycznej. Stworzony przez niego akt, będący harmonijnym połączeniem klasycznego idealizmu, zmysłowego realizmu i modernistycznej inwencji jest zarazem jednym z najbardziej charakterystycznych arcydzieł w jego dorobku. Jest dziełem, która sięga wyżyn jego dalekosiężnej ambicji artystycznej, aby stworzyć wysublimowaną, rzeźbiarską ikonę w postaci kobiety. Uwodzicielski i wystylizowany akt nie jest portretem, lecz raczej peanem swego twórcy na cześć piękna samego życia. Należy do prac najlepszych i najbardziej podziwianych z serii radosnych, zmysłowych i erotycznych aktów będących afirmacją życia.
Nu couché był jednym z cyklu aktów, który wywołał skandal, gdy został po raz pierwszy wystawiony na jedynej, indywidualnej wystawie prac Amedeo Modiglianiego w Galerie Berthe Weill w 1917 roku w Paryżu. Przed oknem galerii, w której akty zostały bez skrępowania wystawione zgromadził się tłum, a policja zażądała natychmiastowego zamknięcia wystawy. Obraz był powszechnie i często publikowany i wystawiany w ciągu ostatniego stulecia, w tym w Palais des Beaux-Arts w Brukseli, Stedelijk Museum w Amsterdamie, Musée National d'Art Moderne w Paryżu, Tate Gallery, Royal Academy of Arts w Londynie, Museum of Modern Art w Nowym Jorku i Palazzo Reale w Mediolanie. Christie’s dodaje, iż miała miejsce jedna aukcja obrazu: "Società Anonima Finanziaria, Zaccaria Pisa, Milan; collection sale, Galleria Pesaro, Milan, 5–8 February 1934, lot 185." Obraz stał się ostatecznie własnością Gianniego Mattioli, mistrza sztuki włoskiej początku XX wieku. Po jego śmierci w 1977 roku kolekcję odziedziczyła jego córka, historyk sztuki Laura Mattioli Rossi.

## Dzieje obrazu
- Leopold Zborowski, Paryż
- Jonas Netter, Paryż
- Riccardo i Cesarina Gualino, Turyn (nabyty w Paryżu, 2 października 1928).
- Società Anonima Finanziaria, Zaccaria Pisa, Milan; collection sale, Galleria Pesaro, Milan, 5-8 February 1934, aukcja 185.
- Pietro Feroldi, Brescia (od 1935).
- Gianni Mattioli, Mediolan (nabyty w 1949 od Feroldiego), a po jego śmierci w 1977[6]
- Laura Mattioli Rossi[5]
- Liu Yiqian (od listopada 2015)

## Sprzedaż
Przed aukcją Laurze Mattioli Rossi, zagwarantowano sumę minimalną w wysokości co najmniej 100 milionów dolarów. Wcześniej rekordowa cena wylicytowana za dzieło Modiglianiego wyniosła 70.7 miliona dolarów i została uzyskana w 2014 roku w salonie Sotheby’s za jego rzadką rzeźbę z wapienia, zatytułowaną Tête (Głowa, 1911-1912).
Obraz Nu couché został sprzedany 9 listopada 2015 roku na aukcji w salonie Christie’s w Nowym Jorku za sumę 170 milionów 405 tysięcy dolarów. Uzyskana cena była drugą pod względem wysokości ceną uzyskaną na aukcji za dzieło sztuki i rekordową, jeśli chodzi o aukcję dzieła włoskiego artysty. Właścicielem obrazu został chiński miliarder Liu Yiqian, który dzięki temu wszedł do grona najbardziej prominentnych kolekcjonerów sztuki na świecie.